# Wiener Filmpreis
Der Wiener Filmpreis wird zum Abschluss der Viennale an den besten österreichischen Film des vorangegangenen Jahres verliehen.

## Geschichte
Erstmals verliehen wurde der Wiener Filmpreis auf der Viennale von 1987. In den folgenden Jahren wurde der Preis nicht vergeben. Erst seit 1991, als die Viennale finanziell aufgewertet wurde, wird der Preis jährlich vergeben. 1992, 2001 wurden je zwei Filme ausgezeichnet. 
Von 2009 bis 2017 wurde der Wiener Filmpreis jeweils in der Kategorie Bester Spielfilm und Bester Dokumentarfilm verliehen. 2018 wurde die Unterscheidung zwischen Doku- und Spielfilmsparte unter der Viennale-Direktorin Eva Sangiorgi sowohl im Programm als auch bei der Auszeichnung aufgehoben, es wurde erstmals ein Spezialpreis der Jury vergeben.

## Nominierung
Zur Auswahl stehen österreichische Lang-Spiel- und Dokumentarfilme, die ihre Erstaufführung oder ihren Kinostart vor der Viennale hatten. Die Jury setzt sich aus fünf Personen zusammen.

## Dotierung
Der Wiener Filmpreis besteht aus einer 7.000-Euro-Dotierung durch die Kulturabteilung der Stadt Wien, Filmmaterial der Firma Kodak im Wert von 7.000 Euro und Sachgutscheinen der Firmen Listo Film oder Synchro Film im Wert von 3.000 bis 5.000 Euro.

## Preisträger
Empfänger des Preises ist der Regisseur des ausgezeichneten Filmes.
| Preisträger |                                                                    |                                                      |
| Jahr        | Film                                                               | Regie                                                |
| 1987        | Heidenlöcher                                                       | Wolfram Paulus                                       |
| 1991        | Good News                                                          | Ulrich Seidl                                         |
| 1992        | Schuld und Gedächtnis Benny’s Video                                | Egon Humer Michael Haneke                            |
| 1993        | Der Nachbar                                                        | Götz Spielmann                                       |
| 1994        | Ich gelobe                                                         | Wolfgang Murnberger                                  |
| 1995        | Die Ameisenstraße                                                  | Michael Glawogger                                    |
| 1996        | Jenseits des Krieges                                               | Ruth Beckermann                                      |
| 1997        | Das Jahr nach Dayton                                               | Nikolaus Geyrhalter                                  |
| 1998        | Megacities                                                         | Michael Glawogger                                    |
| 1999        | Nordrand                                                           | Barbara Albert                                       |
| 2000        | The Punishment                                                     | Goran Rebić                                          |
| 2001        | Im Spiegel der Maya Deren Lovely Rita                              | Martina Kudláček Jessica Hausner                     |
| 2002        | Nachtreise                                                         | Kenan Kılıç                                          |
| 2003        | Jesus, du weißt                                                    | Ulrich Seidl                                         |
| 2004        | Darwin’s Nightmare                                                 | Hubert Sauper                                        |
| 2005        | Operation Spring                                                   | Angelika Schuster, Tristan Sindelgruber              |
| 2006        | Kurz davor ist es passiert                                         | Anja Salomonowitz                                    |
| 2007        | Rule of Law                                                        | Susanne Brandstätter                                 |
| 2008        | Ein Augenblick Freiheit                                            | Arash T. Riahi                                       |
| 2009        | Spielfilm: Lourdes Dokumentarfilm: Cooking History                 | Jessica Hausner Peter Kerekes                        |
| 2010        | Spielfilm: Rammbock Dokumentarfilm: Kick Off                       | Marvin Kren/Benjamin Hessler Hüseyin Tabak           |
| 2011        | Spielfilm: Michael Dokumentarfilm: Der Prozess                     | Markus Schleinzer Gerald Igor Hauzenberger           |
| 2012        | Spielfilm: Liebe Dokumentarfilm: Meine keine Familie               | Michael Haneke Paul-Julien Robert                    |
| 2013        | Spielfilm: Paradies: Liebe Dokumentarfilm: Sickfuckpeople          | Ulrich Seidl Juri Rechinsky                          |
| 2014        | Spielfilm: Macondo Dokumentarfilm: We Come as Friends              | Sudabeh Mortezai Hubert Sauper                       |
| 2015        | Spielfilm: Ich seh Ich seh Dokumentarfilm: Lampedusa im Winter     | Veronika Franz und Severin Fiala Jakob Brossmann     |
| 2016        | Spielfilm: Thank You for Bombing Dokumentarfilm: Holz Erde Fleisch | Barbara Eder Sigmund Steiner                         |
| 2017        | Spielfilm: Die Liebhaberin Dokumentarfilm: Untitled                | Lukas Valenta Rinner Michael Glawogger, Monika Willi |
| 2018        | Joy Spezialpreis der Jury: Murer – Anatomie eines Prozesses        | Sudabeh Mortezai Christian Frosch                    |
| 2019        | Space Dogs Spezialpreis der Jury: Bewegungen eines nahen Bergs     | Elsa Kremser und Levin Peter Sebastian Brameshuber   |
| 2020        | Epicentro Spezialpreis der Jury: The Trouble with Being Born       | Hubert Sauper Sandra Wollner                         |
| 2021        | Große Freiheit Spezialpreis der Jury: Beatrix                      | Sebastian Meise Milena Czernovsky und Lilith Kraxner |
| 2022        | Sonne Spezialpreis der Jury: Rubikon                               | Kurdwin Ayub Leni Lauritsch                          |
| 2023        | Signs of War Spezialpreis der Jury: Europa                         | Juri Rechinsky und Pierre Crom Sudabeh Mortezai      |
| 2024        | The Village Next To Paradise Spezialpreis der Jury: Favoriten      | Mo Harawe Ruth Beckermann                            |